# Lima (Montana)
Lima és una població dels Estats Units a l'estat de Montana. Segons el cens del 2000 tenia 242 habitants.

## Demografia
Segons el cens del 2000, Lima tenia 242 habitants, 109 habitatges, i 64 famílies. La densitat de població era de 169,9 habitants per km².
Dels 109 habitatges en un 22,9% hi vivien nens de menys de 18 anys, en un 53,2% hi vivien parelles casades, en un 3,7% dones solteres, i en un 40,4% no eren unitats familiars. En el 34,9% dels habitatges hi vivien persones soles el 13,8% de les quals corresponia a persones de 65 anys o més que vivien soles. El nombre mitjà de persones vivint en cada habitatge era de 2,22 i el nombre mitjà de persones que vivien en cada família era de 2,94.
Per edats la població es repartia de la següent manera: un 25,6% tenia menys de 18 anys, un 2,5% entre 18 i 24, un 24,8% entre 25 i 44, un 24,4% de 45 a 60 i un 22,7% 65 anys o més.
L'edat mediana era de 44 anys. Per cada 100 dones de 18 o més anys hi havia 93,5 homes.
La renda mediana per habitatge era de 20.313 $ i la renda mediana per família de 28.438 $. Els homes tenien una renda mediana de 22.083 $ mentre que les dones 17.500 $. La renda per capita de la població era de 13.163 $. Aproximadament el 20,6% de les famílies i el 26,8% de la població estaven per davall del llindar de pobresa.

## Poblacions més properes
El següent diagrama mostra les poblacions més properes.